# Liste der denkmalgeschützten Objekte in Weingraben
Die Liste der denkmalgeschützten Objekte in Weingraben enthält die denkmalgeschützten, unbeweglichen Objekte der Gemeinde Weingraben.

## Denkmäler
| Foto |                 | Denkmal                                                                       | Standort                                                          | Beschreibung | Metadaten |
| ---- | --------------- | ----------------------------------------------------------------------------- | ----------------------------------------------------------------- | --- | --- |
| ja   | Datei hochladen | Mariensäule HERIS-ID: 72799 Objekt-ID: 86074                                  | Kirchenplatz (bis 2011 vor Hauptplatz 10) Standort KG: Weingraben | Die Mariensäule stammt laut Inschrift aus dem Jahre 1908. Im Herbst 2011 wurde sie restauriert und am neuen Standort wiedererrichtet. Davor befand sie sich am Hauptplatz vor der Nr. 10.                                                  | BDA-Hist.: Q38131452 Status: § 2a Stand der BDA-Liste: 2025-06-30 Name: Mariensäule GstNr.: 208 Mariensäule (Weingraben)                                          |
| ja   | Datei hochladen | Kath. Pfarrkirche hl. Magdalena und Friedhof HERIS-ID: 47334 Objekt-ID: 50274 | bei Kirchenplatz 4 Standort KG: Weingraben                        | Die Kirche steht im alten Friedhof am Nordende des Ortes. Der einfache Bau mit einem Westturm wurde im Jahr 1860 unter Verwendung von Mauerwerk aus dem 17. Jahrhundert umgestaltet. Hochaltar und Kanzel stammen aus dem 18. Jahrhundert. | BDA-Hist.: Q30030357 Status: § 2a Stand der BDA-Liste: 2025-06-30 Name: Kath. Pfarrkirche hl. Magdalena und Friedhof GstNr.: 224 St. Maria Magdalena (Weingraben) |